# 危地马拉—印度关系
危地马拉－印度关系（西班牙語：Relaciones Guatemala-India）是指危地马拉和印度之间的双边关系。兩國均為不結盟運動、77國集團成員國。

## 政治交流
两国于1972年5月16日建交，2018年，印度副总统溫凱亞·奈都首次对瓜地馬拉进行了访问，这是两国于1972年建交后，印度国家领导人第一次访问瓜地馬拉，期间，奈都访问了安地瓜古城，並与瓜地馬拉政府討論了在文化、野生動物保護、信息技術部門和農業領域擴大貿易聯繫。他還強調在印度製藥產業的幫助下， 可以提高危地馬拉的醫療保健系統水平。

## 外交机构
2011年5月2日，印度在危地马拉城设立大使馆，同时兼轄萨尔瓦多、洪都拉斯二国。
2013年，危地马拉亦在新德里开设大使馆。同时兼辖尼泊尔、斯里兰卡、孟加拉国。